# Hiroaki Tajima
Hiroaki Tajima (født 27. juni 1974) er en tidligere japansk fodboldspiller.
Han har spillet for flere forskellige klubber i sin karriere, herunder Shimizu S-Pulse og Yokohama FC.